# Viviane Arnoux
Pour les articles homonymes, voir Arnoux.
Vous pouvez aider à l'améliorer ou bien discuter des problèmes sur sa page de discussion.
- Il ne cite pas suffisamment ses sources. Vous pouvez indiquer les passages à sourcer avec {{référence nécessaire}} ou {{Référence souhaitée}}, et inclure les références utiles en les liant aux notes de bas de page. (Marqué depuis novembre 2020)
- Il ne s’appuie pas, ou pas assez, sur des sources secondaires ou tertiaires. (Marqué depuis novembre 2020)

- Archive Wikiwix
- Bing
- Cairn
- DuckDuckGo
- E. Universalis
- Gallica
- Google
- G. Books
- G. News
- G. Scholar
- Persée
- Qwant
- (zh) Baidu
- (ru) Yandex
- (wd) trouver des œuvres sur Wikidata

Viviane Arnoux est une musicienne française né le 18 août 1963 à Langres, en Haute-Marne. Avec François Michaud (musique), elle est la cofondatrice, accordéoniste et vocaliste du groupe de jazz pop expérimental Musique Acoustique Machine.

## Biographie
Viviane Arnoux débute l’accordéon à quatre ans, encouragée par son grand-père accordéoniste et sa mère chanteuse. À douze ans, elle joue son premier bal, puis continue avec des orchestres qui la sollicitent, dans l'Est de la France où elle vit. Parallèlement, elle continue ses études. À seize ans, elle remporte le 2e prix aux finales de la Coupe de France APH. Baccalauréat en poche, Viviane décide ensuite d’abandonner ses études scientifiques pour de se consacrer entièrement à la musique, pour en explorer tous les aspects.
Elle s'installe à Paris en 1982. Elle joue dans le métro parisien, fait ses premiers contacts professionnels dans l'orchestre du parc Mirapolis puis reprend ses études musicales pour se lancer dans l'apprentissage du jazz au Centre d'informations musicales avec Richard Galliano de 1984 à 1986. Elle fait de l'écriture et de l'arrangement à l'Institut art culture perception en 1988 et 1992, dans le cadre d’un stage à l’ONJ (1990).
Dans ces contextes, elle fait la rencontre de musiciens qui la sollicitent pour leurs projets : tournées avec Bocca Brazil, Claude Neau et le Théâtre de l'Unité, Jody Swift & The Damage Sisters…. C'est avec cette dernière formation de musique cajun-rock que Hugues Aufray la découvre sur scène. Il la convie à participer à son album Little Troubadour en 1993. Viviane reste ensuite seize ans à ses côtés, participant à ses tournées internationales, à l'enregistrement de cinq CDs, d'émission de télévisions, de DVDs des concerts à l'Olympia notamment.
C'est dans le cadre de sa formation à l'IACP que Ray Lema lui fait passer une audition pour intégrer son projet « Ray Lema et les Voix Bulgares ». Suivront des tournées sur les grandes scènes internationales et une collaboration avec cet artiste sur plusieurs de ses projets. Viviane découvre alors la richesse des polyrythmies. Elle sera invitée à partager les tournées d'autres artistes africains : Zao, Baba Djan, Sam Mangwana, So Kalmery, Omar Pene, Kekele. Dans le milieu de la variété internationale, elle intègre également les tournées de groupes I Muvrini , Les Orientales, Georgian Legend, l’Attirail, Thomas Pitiot, Céline Caussimon, Manau. Sa collaboration avec le chanteur et compositeur Abed Azrié l’amène sur les scènes du Maghreb, du Moyen-Orient et du Mexique, en plus de la faire prendre part à quatre de ses albums.
À Paris, elle participe à des enregistrements pour les milieux de la publicité et du cinéma : Jean-Paul Goude et le parfum Paris de Yves Saint Laurent, des musiques de film : Yanick Top (Bienvenue chez les Rozes), celle du film de Patrice Leconte Mon Meilleur Ami, celle du film d'Éric Barbier La Promesse de L'Aube, des films composés par Florence Caillon pour France Télévision (Famille d'Accueil, Les Belles Histoires du père Castor).
C’est à travers ses projets personnels que Viviane expérimente le plus la composition. Depuis 1992 et sa rencontre avec le violoniste-altiste François Michaud, elle explore les voies d’un jazz hybride et innovant dans le cadre de la compagnie Musique Acoustique Machine qu'ils fondent au croisement des genres et des époques. Leur projet les amènent à tourner dans le monde entier, notamment dans le cadre des Alliances françaises et à produire avec le label Buda Musique neuf albums et avec Free Monkey Records leur projet Times Box (2020). Viviane fonde également le duo Papa Noel & Viviane A (album Color chez Buda Musique en 2015 autour de la rumba congolaise). En 2016, elle compose et enregistre un album autour des chansons françaises avec sa mère et elle au chant, pour les éditions Universal/Kapagama.

## Discographie

### Avec Musique Acoustique Machine
- 1995 : A travel for two
- 1997 : Flammes
- 2000 : Gouttes d'eau
- 2002 : Franche contrée
- 2005 : Jazz in my musette
- 2010 : Meddled times/temps mélés
- 2011 : Paris village
- 2015 : Human swing box
- 2017 : DVD Jazz in my musette
- 2017 : double-album 25 ans
- 2020 : Times box

### Avec Papa Noel
- 2015 : Color[1]

### Avec Michèle Arnoux
- French songs 2

## Récompenses
- Prix Gus Viseur 2004
- Prix Gus Viseur 2007